# زلاتان مسلمویچ
زلاتان مسلمویچ 
(به بوسنیایی: Zlatan Muslimović)؛ زادهٔ ۶ مارس ۱۹۸۱) بازیکن فوتبال اهل بوسنی و هرزگوین است.
از باشگاه‌هایی که در آن بازی کرده‌است می‌توان به باشگاه فوتبال پروجا، باشگاه فوتبال پارما، باشگاه فوتبال اودینزه، باشگاه فوتبال مسینا، باشگاه فوتبال آتالانتا، باشگاه فوتبال پادوا، باشگاه فوتبال آسکولی، باشگاه فوتبال پیستویزه، باشگاه فوتبال بیجینگ رن، باشگاه فوتبال کوپر، باشگاه فوتبال پائوک و باشگاه فوتبال گوتبورگ اشاره کرد.
وی همچنین در تیم‌های ملی فوتبال زیر ۲۱ سال بوسنی و هرزگوین و بوسنی و هرزگوین بازی کرده‌است.